# Cryptonevra rufipes
Cryptonevra rufipes är en tvåvingeart som först beskrevs av Collin 1949.  Cryptonevra rufipes ingår i släktet Cryptonevra och familjen fritflugor. Inga underarter finns listade i Catalogue of Life.